# Układ współrzędnych równikowych równonocnych
Układ współrzędnych równonocnych – układ współrzędnych astronomicznych, którego kołem podstawowym jest równik niebieski (będący rzutem równika ziemskiego na sferę niebieską), a punktem początkowym punkt Barana oznaczany symbolem γ (odpowiednikiem punktu Barana w systemie ziemskich współrzędnych geograficznych jest południk Greenwich). Biegunami układu są północny i południowy biegun niebieski (będące rzutami biegunów geograficznych na sferę niebieską). Koła wielkie przechodzące przez te bieguny nazywa się kołami godzinnymi.

## Definicje
Położenie obiektu określa się podając deklinację i rektascensję, zdefiniowane w następujący sposób:
Deklinacja, δ – łuk koła godzinnego przechodzącego przez rozpatrywane ciało niebieskie, zawarty pomiędzy płaszczyzną równika niebieskiego a promieniem łączącym dane ciało niebieskie ze środkiem sfery niebieskiej.
Deklinacja zmienia się w zakresie od 90° (biegun północny) przez 0° (równik niebieski) do -90° (biegun południowy).
Rektascensja, α – (wznoszenie proste) jest łukiem równika niebieskiego zawartym pomiędzy punktem Barana a płaszczyzną koła godzinnego danego ciała niebieskiego).